# 12140 Johnbolton
12140 Johnbolton è un asteroide della fascia principale. Scoperto nel 1960, presenta un'orbita caratterizzata da un semiasse maggiore pari a 2,4811235 UA e da un'eccentricità di 0,1121376, inclinata di 2,02245° rispetto all'eclittica.